# طاهر بدخشی
طاهر بدخشی : (۱۹۳۳–۱۹۷۹) سیاستمدار، نویسنده، و از بنیان‌گذاران حزب دموکراتیک خلق و مؤسس و رهبر (سازمان انقلابی زحمتکشان افغانستان) موسوم به سازا در دهه‌های ۱۳۵۰ و۱۳۶۰ بود.

## پیشینه زندگی
محمد طاهر بدخشی فرزند وکیل محمد ذاکر به روز دوشنبه ۸ عقرب/آبان ۱۳۱۲ خورشیدی در گذر میرشکاران ناحیهٔ سوم شهر فیض‌آباد مرکز بدخشان از پدری تاجیک و مادری ازبک چشم به جهان گشود. از سن شش سالگی تا ده سالگی به عوض مکتب رسمی و دولتی شامل مدرسه اسلامی خرقه مبارک در زادگاه‌اش گردید و مدت چهارسال در خانه نزد عمه و مادر بزرگش و هم در مدرسه آموزش‌های دینی را آموخت. در سال ۱۳۲۳ شامل مدرسه ابتداییه گردید و تا صنف نهم دانش آموز ممتاز آن دبیرستان بود. از صنف هفت به بعد یکی از همکاران قلمی روزنامه بدخشان شد. بعد از فراغت از صنف نهم جهت ادامهٔ آموزش، راه کابل را در پیش گرفت. بعد از ختم لیسه حبیبیه در سال ۱۳۳۶ شانس مشمولیت در دانشکدهٔ حقوق و علوم سیاسی دانشگاه کابل را کمایی نمود، که در سال دوم شعبه اقتصاد آن به دانشکدهٔ مستقل تبدیل شد و بدخشی شامل آن گردید. بدخشی در سال ۱۳۴۰ با اخذ دیپلم از آن دانشکده فارغ‌التحصیل شد، و بعد از سپری نمودن نیمسال خدمت سربازی به حیث عضوی شعبهٔ ریسرچ تا سال ۱۳۴۶ در دانشگاه کابل ایفای وظیفه نمود، بعداً تا اوایل سال ۱۳۵۷ به‌حیث کارمند و کارشناس ریاست تألیف و ترجمه در وزارت تعلیم و تربیت به کار ادامه داد. از بهار سال ۱۳۵۷ مدت چند ماه به عنوان رئیس تألیف و ترجمه در آن وزارت با کار و پیکار اجتماعی و سیاسی مشغول بود.

### فعالیت‌های سیاسی
بدخشی در سال ۱۳۳۱ خورشیدی در تشکیل نخستین سازمان سیاسی بنام «سازمان آباد خواهان میهن» اشتراک ورزید. در سال ۱۳۴۲ خورشیدی کمیتهٔ سرپرست هفت‌نفری که در کابل تشکیل شده بود بدخشی یکی از اعضای فعال آن بود و در ۱۱ دی ۱۳۴۳ اولین کنگرهٔ جمعیت دموکراتیک خلق را با ۲۷ عضو در شهر کابل تأسیس نمودند. در سوم آبان ۱۳۴۴ خورشیدی تظاهرات موسوم به «مظاهره سوم عقرب» را با دوستانش رهبری نمودند. بدخشی بعد از انشعاب حزب دموکراتیک خلق افغانستان به جناح‌های خلق و پرچم در سال ۱۳۴۶ در جناح خلق قرار گرفت که در سال ۱۳۴۷ از فراکسیون خلق جدا گردید و به امید اینکه شاید به زودی فرکسیون‌های جدا شده از جمعیت دموکراتیک خلق دوباره اتحاد نموده و تشکل بزرگتری را از جمع دیگر شخصیت‌های ملی و وطن‌پرست ایجاد نمایند، چشم براه در انتظار چنین تشکلی، حلقه‌ای را بنام «محفل انتظار» ایجاد نمود. بعد از مدت کوتاهی با عده‌ای از روشنفکران و شخصیت‌های ملی کشور، تشکل سیاسی دیگری را به وجود آوردند که بعدها بنام سازمان انقلابی زحمتکشان افغانستان (سازا) مسما گردید.

## سال‌های زندان
بدخشی به جرم فعالیت‌های سیاسی بارها پشت میله‌های زندان قرار گرفته بود. سال ۱۳۴۳ خورشیدی به جرم رهبری مظاهره سوم عقرب. سال ۱۳۴۸ مدت چهار ماه در توقیف کابل زندانی گردید. سال ۱۳۵۴ به ارتباط قیام مسلحانه درواز به رهبری مولانا باعث، با پنجاه تن از فعالان سازمان در محبس دهمزنگ زندانی گردید که مدت هجده ماه را در کوته قلفی به سر برد؛ و سر انجام بدخشی همراه با فرزندش بایقرا بدخشی محصل سال اول پلی تخنیک کابل و بیشتر از سه هزار کادرها و فعالان سازمان، در هشتم آبان ۱۳۵۸ در زندان پلچرخی تیرباران شدند.

## آثار
بیش از بیست جلد کتاب را به محمدطاهر بدخشی نسبت داده‌اند که تا هنوز این‌کتاب‌ها در دسترس خوانندگان قرار نگرفته است و عده‌ای این نوشته‌ها را خیالی می‌دانند. علاوه برآن‌ها بدخشی در حدود یک صد مقاله در روزنامه‌های اتحاد بغلان، فاریاب، بدخشان، انیس، افکار نو، پیام وجدان و مجلات کابل (ژوندون، برگ سبز، آریانا و غیره) به اسم خود و به نام‌های مستعار چون ابوذر ویسی منتشر نموده است.